# 알파인 스키

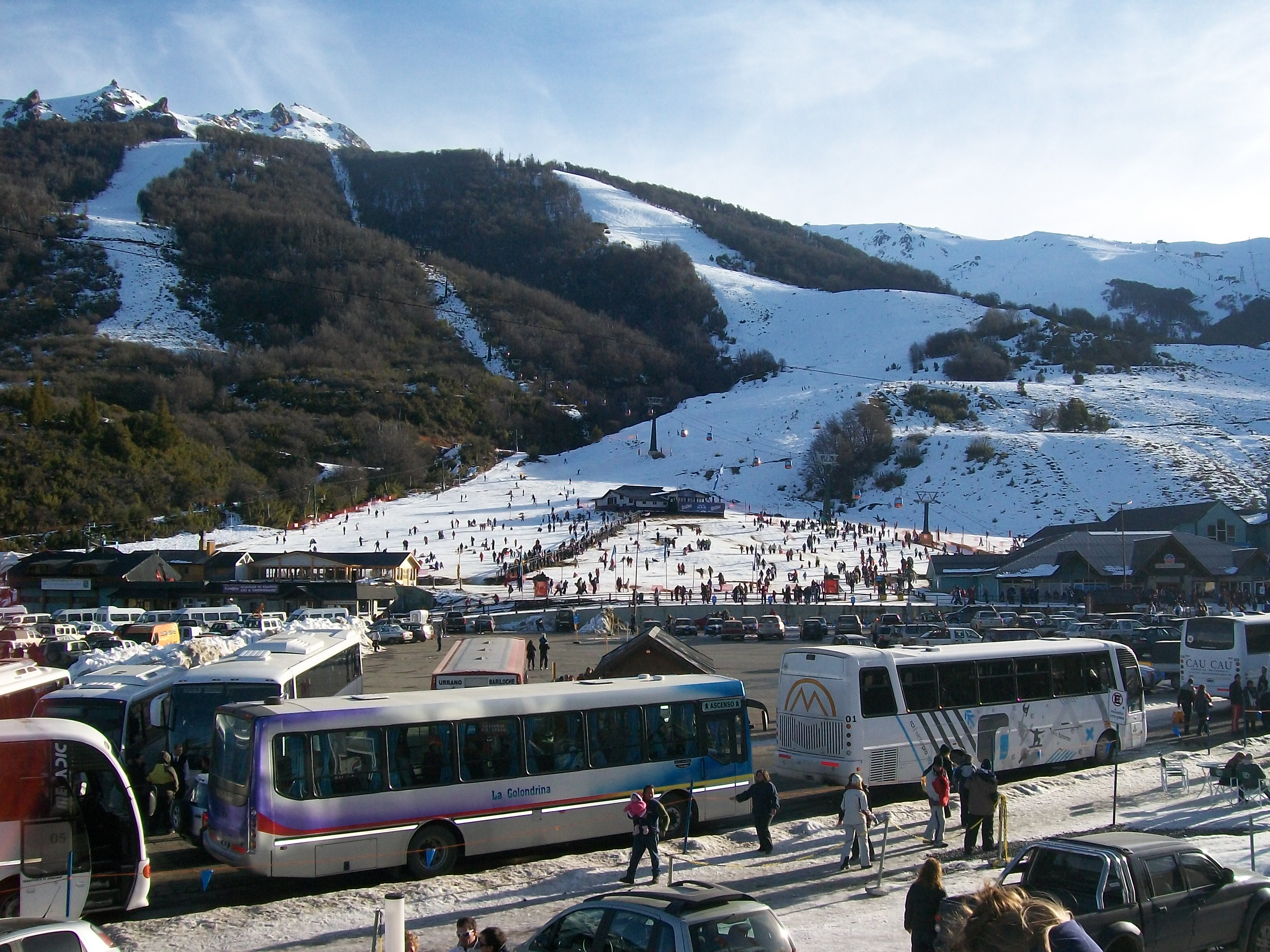
산카를로스데바릴로체에 위치한 알파인 스키장 (아르헨티나)

알파인 스키(Alpine skiing) 또는 다운힐 스키(downhill skiing)는 뒤꿈치가 고정된 바인딩을 사용한 스키를 타고 눈 덮인 슬로프를 내려오는 스포츠이다. 크로스 컨트리 스키, 스키 점프, 텔레마크 스키와 같이 비고정식 바인딩을 사용하는 산악 스키 혹은 노르딕 스키 스타일의 스포츠와 대조된다. 유럽, 북아메리카, 오스트레일리아, 뉴질랜드, 남아메리카 안데스, 그리고 동아시아 등지에서 눈과 슬로프, 관광객의 조합이 갖춰진 곳이라면 어디에서나 인기 있는 스포츠로 자리 잡고 있다.
알파인 스키는 1861년 오스트레일리아 뉴사우스웨일스주 키앤드라(Kiandra)와 북아메리카, 오스트리아 및 스위스 알프스 지역의 일부 유사한 성격의 클럽에서 클럽 스포츠로서 시작되었다. 오늘날 알파인 스키는 대부분 리프트 시설을 갖춘 스키장에서 행해진다. 이러한 시설에서는 설질이 특별히 관리되고 눈사태 예방을 위한 조치들이 취해지며 코스를 만들기 위해 나무가 베어진다. 많은 스키장 시설들이 눈이 내리지 않는 상황에서도 스키를 즐길 수 있도록 인공설 제조 장비를 운용한다. 경우에 따라 스키장처럼 관리된 환경이 아닌 순수 산악 환경에서 알파인 스키를 즐기는 것도 가능하며, 이러한 스타일을 투어링 스키, 백컨트리 스키 또는 익스트림 스키라고 부른다.
공식 알파인 스키 경기에는 회전, 대회전, 슈퍼 대회전, 활강의 4가지 부문이 있다. 회전 경기는 짧고 급격한 턴을 요구하는 코스로 구성되며, 대회전 경기의 코스는 그보다 더 넓은 회전 폭을 갖는 코스로 구성된다. 슈퍼 대회전과 활강 코스에는 턴이 적고 일부 구간에 넓은 게이트가 설치되며, 이 유형의 경기에서 슬로프를 지나치는 선수의 속도는 시속 100km에 이른다.

## 활강 경기
남자는 2~2.5km의 거리에 경사 16도 이상, 여자는 2km의 코스에 관문을 세우고, 이를 바르게 통과하여 결승선까지 도착한 시간으로 승부를 가리는 경기이다.

## 회전 경기
표고차 180~220m (여자는 120~180m) 이내에 깃발을 세워 만든 기문에 따라 정해진 코스를 스피드를 유지하면서 연속적인 턴으로 기문을 통과하는 경기이다. 남자는 55~75개의 기문을, 여자는 40~60개의 기문을 통과하여 결승전에 도착한 시간으로 승부를 가린다.
활강, 대회전과는 다르게 깃발이 없는 일자형 기문을 매우 촘촘하게 세워놓는다. 간격도 좁다 보니 정강이 보호대, 팔뚝 보호대, 턱 가드 붙은 헬멧 등 보호 장비를 착용한다.

## 대회전 경기
활강 경기와 회전 경기가 혼합된 경기이다. 코스의 표고차는 남자는 400m 이상, 여자는 300m 이상이고 폭은 30m 이상이 되어야 한다. 코스에는 남녀 공통으로 30~35개의 기문이 설치된다.

## 슈퍼대회전 경기
대회전과 거의 흡사하지만, 기문이 좀 더 넉넉한 거리로 설치되어 있고 경사는 좀더 가파르며 점프지점이 두 곳 있다. 가속도가 있기 때문에 뜨려고 하지 않아도 저절로 뜨게 된다. 약 20미터는 날아가는것 같은데, 이 두 번의 점프에서 안전하게 뜨고 착지하는 것이 중요하다.